# Duncan Industries
Duncan Industries war ein britischer Fahrzeugkonstrukteur und Hersteller von Automobilkarosserien, der nach dem Zweiten Weltkrieg kurzzeitig einige Aufsehen erregende Aufbauten für Fahrgestelle von Alvis und Healey fertigte.

## Unternehmensgeschichte
Duncan Industries war in der ostenglischen Gemeinde North Walsham ansässig. Gründer war der Ingenieur Ian Gair Duncan.
Ian Duncan hatte 1939 seine Ingenieursausbildung am Loughborough College of Technology abgeschlossen. Während des Zweiten Weltkrieges arbeitete er in der Konstruktionsabteilung des Flugzeugherstellers Bristol Aeroplane, die von Roy Fedden geleitet wurde. Mit Blick auf die Nachkriegszeit begann Fedden frühzeitig, Konzepte für eine künftige Automobilproduktion Bristols zu entwickeln. Die Modelle Type 2EX und F-Type, die unter Mitwirkung Duncans entstanden, kamen allerdings über das Stadium detaillierter Skizzen nicht hinaus. Als klar wurde, das Bristol Aeroplane in seiner neu zu gründenden Automobilsparte Bristol Cars künftig Nachbauten von Vorkriegs-BMWs herstellen würde, verließen Fedden und Duncan das Unternehmen. Fedden gründete 1943 sein eigenes Konstruktionsbüro Roy Fedden Ltd., das Duncan leitete. Nach drei Jahren war Feddens Unternehmen zahlungsunfähig und wurde aufgelöst. Duncan kehrte daraufhin in seine Heimatgemeinde North Walsham zurück, in der seine Familie das Unternehmen Duncan Canning betrieb, das Maschinen für die Herstellung von Konserven baute. 1946 machte er sich selbstständig. Er gründete Duncan Industries mit dem Ziel, Automobile zu entwickeln und herzustellen. Das Unternehmen nutzte anfänglich eine leerstehende Kapelle als Standort, 1947 zog es in Nissenhütten auf dem Flugplatz der benachbarten Gemeinde Swannington. Zum Personal gehörten auch Alan Lamburn und Frank Hamblin, die bereits bei Roy Fedden Ltd. mit Duncan zusammengearbeitet hatten.
Die erste Konstruktion von Duncan Industries war der Dragonfly, ein Kleinstwagen mit einer außergewöhnlichen Karosserie, der von Alan Lamburn und Frank Hamblin entwickelt worden war. Duncan konstruierte einen Prototyp und versuchte, eine eigene Serienfertigung aufzunehmen. Dazu kam es aus finanziellen Gründen nicht. Um die Schulden seines Unternehmens zu tilgen, erweiterte Duncan Ende 1947 den Tätigkeitsbereich auf die Herstellung von Karosserien. Dadurch ließen sich vorübergehend Einkünfte erzielen, allerdings reichten sie zur Deckung der Verbindlichkeiten nicht aus. Im Sommer 1948 verkaufte Duncan die Rechte am Dragonfly für 10.000 £ an den Großserienhersteller Austin, was einem Sechstel der bestehenden Steuerschuld entsprach. Im Spätsommer 1948 gab Duncan schließlich den Betrieb auf. Das Unternehmen wurde insolvenzbedingt aufgelöst. Ian Duncan ging nach dem Zusammenbruch seines Unternehmens zu Austin, wo er an der Entwicklung des A30 beteiligt war. 1951 verließ er Austin und betätigte sich als Fotograf.

## Duncan Dragonfly
Der Duncan Dragonfly war ein Kleinstwagen, der mit dem Ziel konstruiert war, den Transportbedarf der unmittelbaren Nachkriegszeit auf möglichst ökonomische Weise zu decken. Vorgesehen war ein luftgekühlter, 0,6 Liter großer, über der Vorderachse installierter Motor, der direkt mit dem Getriebe verbunden war und die Vorderräder antrieb. Dieser Motor existierte allerdings nur im Prototypenstadium; für Testfahrten verwendete Duncan eine in Großserie gefertigte Einheit von Motorradmotor und -getriebe von Birmingham Small Arms Company (BSA). Die Karosserie des Dragonfly war von Frank Hamblin entworfen worden. Im vorderen Bereich folgte der Aufbau dem Pontonstil, hinten waren ausgeformte Kotflügel vorgesehen. Die Frontpartie war stark abfallend und hatte integrierte Scheinwerfer. Ein besonderes Merkmal war die geschwungene, zu den Hinterrädern hin abfallende Gürtellinie. Dieser Karosserieentwurf war das Vorbild für alle späteren Aufbauten Duncans. Duncan fertigte lediglich einen fahrbereiten Prototyp des Dragonfly, der 1947 und 1948 eingehend getestet wurde. Er gilt als konzeptioneller Vorläufer des BMC Mini; es ist gesichert, dass dessen Konstrukteur Alec Issigonis den Prototyp des Dragonfly in den 1950er-Jahren untersuchte.

## Karosseriebau
Ab 1947 wandte sich Duncan parallel zur Entwicklung des Dragonfly dem Karosseriebau zu. Im Laufe des Jahres 1948 war dieser Geschäftsbereich zeitweise sehr erfolgreich. Duncan produzierte wöchentlich bis zu fünf Aufbauten und hatte zu den besten Zeiten 120 Mitarbeiter. Für alle Modelle verwendete Duncan Aluminiumbleche, die auf einem Gerüst aus Eschenholz ruhten. Den Aufbau der Holzgerüste übernahmen verschiedene Bootsbauer, die an der britischen Nordseeküste ansässig waren; die Aluminiumbleche wurden bei Motor Panels in Coventry hergestellt und mit dem Holzgerüst verbunden. Duncan schließlich nahm die Endmontage vor.

### Alvis

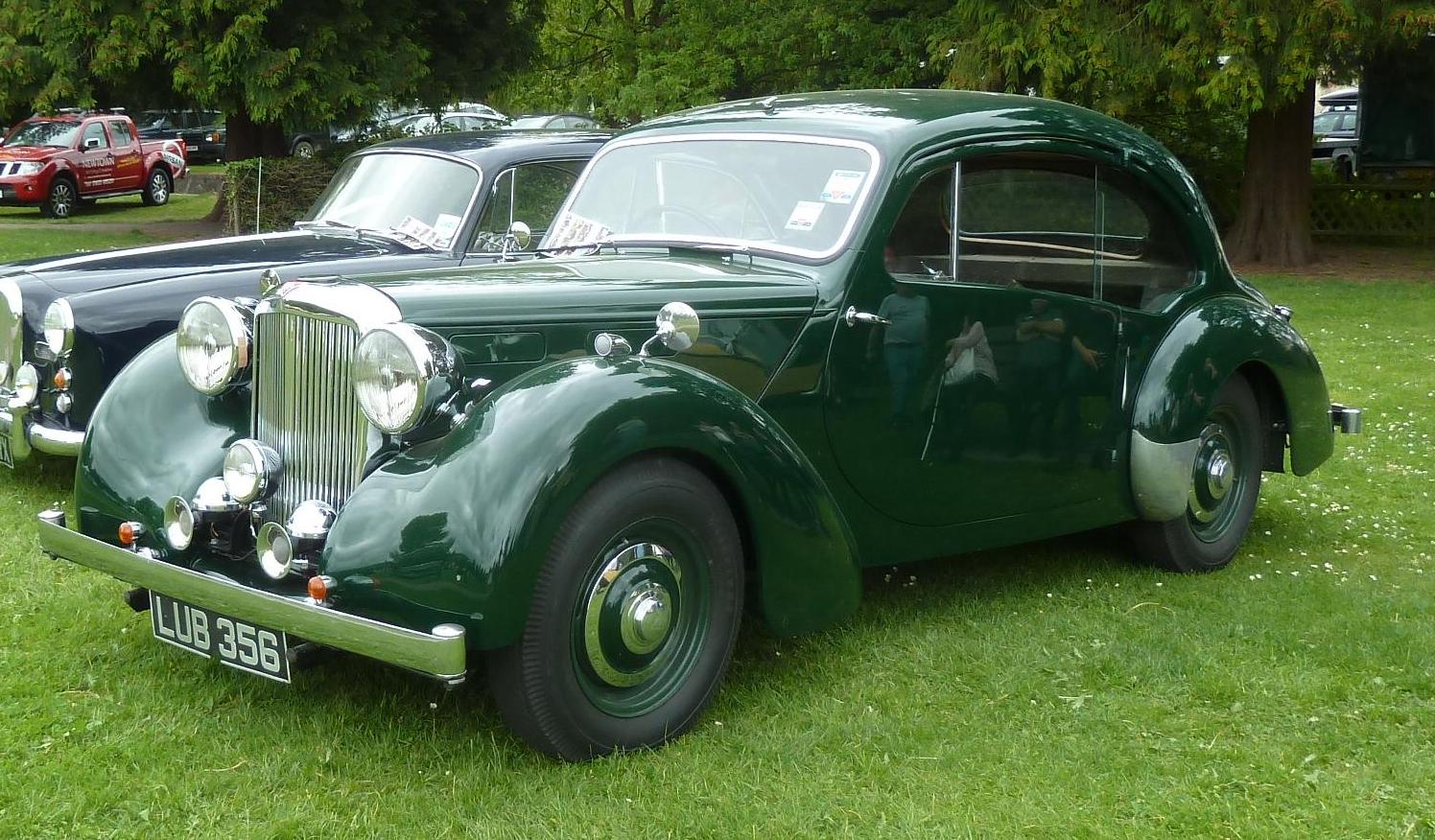
Alvis TA14 mit Duncan-Aufbau

Auslöser für die Ausweitung des Tätigkeitsfeldes war die Anfrage einer freien Werkstatt aus Norwich, die einen Coupé-Aufbau für ein bereits existierendes Alvis-TA14-Chassis benötigte. Duncans Designer Frank Hamblin übertrug den Dragonfly-Entwurf auf die größeren Proportionen des Alvis und behielt deren stilistische Besonderheiten bei. Das Coupé hatte hinten angeschlagene Türen. Wie beim Dragonfly war die Dachpartie rundlich. Die Gürtellinie fiel ebenfalls nach hinten ab. Der Alvis-Aufbau hatte allerdings auch eigenständige Merkmale. Hierzu gehörte das Fehlen eines durchgehenden Mittelpfostens („B-Säule“); die Scheiben der Türen und die hinteren Seitenscheiben überlappten sich ähnlich wie bei Vorkriegskarosserien von Gurney Nutting. Abweichend vom Dragonfly, waren die vorderen und hinteren Kotflügel stark ausgeformt und geschwungen. Die Frontscheinwerfer standen frei und rahmten einen hohen, aufrecht stehenden Kühlergrill ein. 
In wenigen Monaten fertigte Duncan je nach Quelle 20, 30 oder 40 solcher Aufbauten, einige davon als Cabriolet. Der Verkaufspreis für einen Alvis Duncan betrug 2.205 £.

### Healey-Duncan und Drone

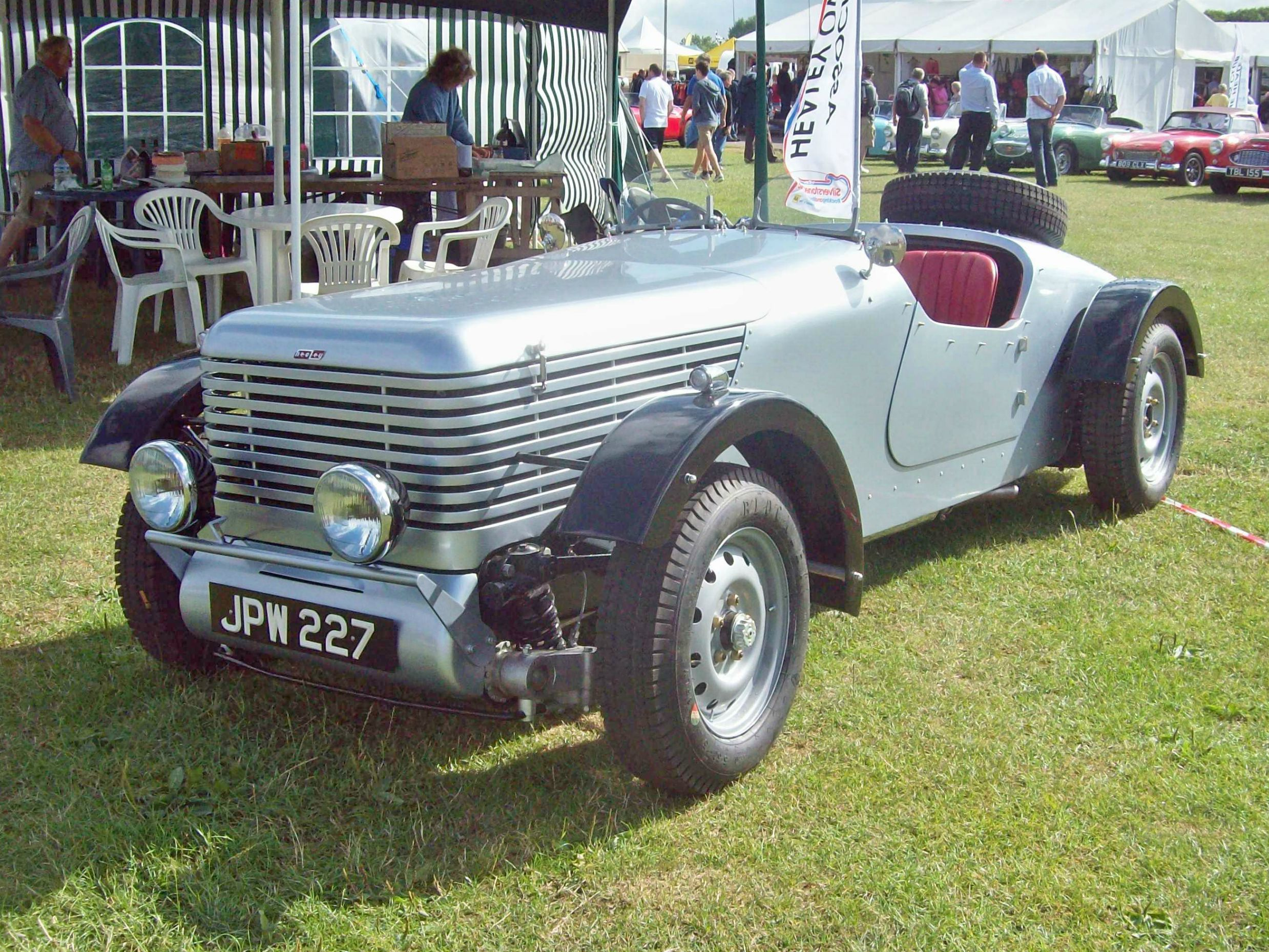
Duncan Drone

Parallel zu seinen Arbeiten für Alvis kam Ian Duncan auch mit dem Sportwagenkonstrukteur Donald Healey in Kontakt. In einer ersten Phase installierte Duncan die Karosserie eines Hillman Minx und zwei Ford-Anglia-Aufbauten auf zeitgenössische Healey-Chassis. Danach erhielt das Unternehmen den Auftrag, Healey-Chassis mit eigenständigen Karosserien zu versehen. Duncans Designer Frank Hamblin passte die bereits für Alvis entwickelte Karosserie dem Healey-Fahrgestell an. Die Healey-Version war dem Alvis-Aufbau in den Grundzügen sehr ähnlich; die Gestaltung des Vorderwagens wich aber stark ab. Sie entsprach weitgehend der des Duncan Dragonfly, so dass der Healey wie dessen vergrößerte Version aussah. Die vorderen Kotflügel waren im Vergleich zum Alvis-Aufbau verlängert; sie reichten in die Türen hinein. Die Frontpartie war abgerundet; sie fiel zur Stoßstange ab. Die vorderen Scheinwerfer waren in die Frontmaske integriert. Die Fahrzeuge wurden als Healey Duncan Sports bezeichnet und waren mit einem 2,4 Liter großen Riley-Motor ausgestattet. Überwiegend waren es geschlossene Zweitürer; eine Quelle nennt einen Produktionsumfang von insgesamt 23 Saloons. Daneben entstand mindestens ein Cabriolet. Die geschlossenen Versionen waren schnelle Fahrzeuge. Sie erreichten eine Höchstgeschwindigkeit von 105 mph.
Einige weitere Healey-Chassis erhielten eine offene, eckig gestaltete Sportwagenkarosserie. Sie wurden als Duncan Drone bezeichnet.  Die Entwicklung des Drone resultierte aus einer 1947 in Kraft getretenen Verschärfung des britischen Steuerrechts, die Fahrzeuge mit einem Kaufpreis von mehr als 1.000 £ mit einer 66-prozentigen Verkaufssteuer belegte. Mit seiner sehr einfach gestalteten offenen Karosserie blieb der Drone – anders als die regulären Duncan-Modelle – unter der Preisgrenze. Von diesem Roadster entstanden etwa 15 Exemplare. Einige Fahrzeuge wurden nachträglich im Wege eines nicht steuerpflichtigen Umbauprozesses mit einer regulären Duncan-Karosserie ausgestattet.

### Weitere Karosserien

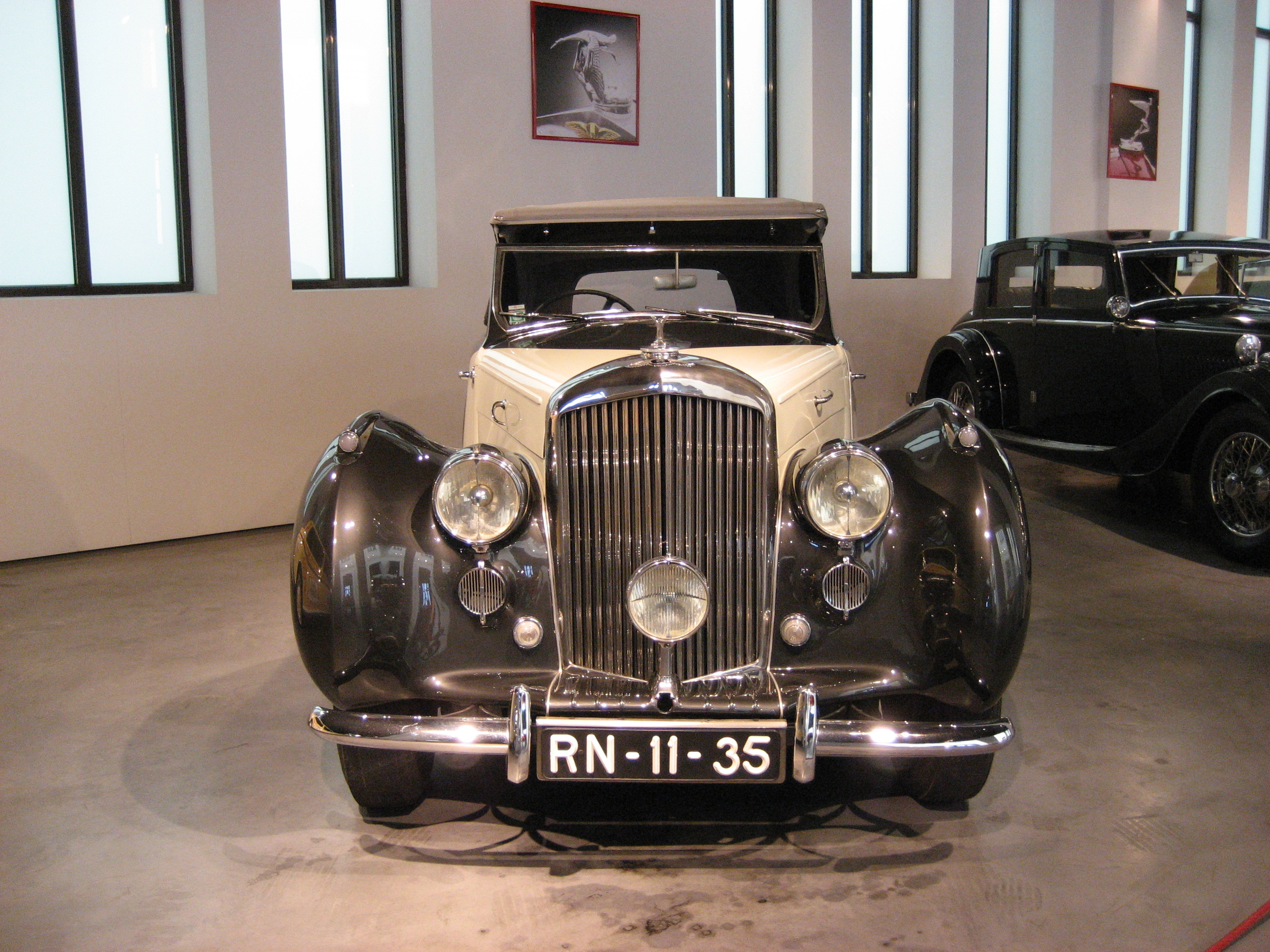
Bentley Mark VI mit Duncan-Karosserie

Neben den Alvis- und Healey-Versionen karossierte Duncan im Laufe des Jahres 1948 einzelne Chassis anderer Hersteller, darunter zwei Daimler DB 18, die eine dem Alvis-Duncan ähnliche Karosserie erhielten, einen Bentley Mark VI und einen Allard.